# Sistema d'arma a controllo remoto
Un sistema d'arma a controllo remoto (in inglese: Remote Weapon System, RWS) è un sistema di puntamento robotizzato dell'arma  implementato in diverse tipologie di armi che possono equipaggiare piattaforme diverse.
Sono ad esempio utilizzati nei veicoli corazzati da combattimento, veicoli fuoristrada, navi, aerei, torri, utilizzato principalmente nei veicoli blindati medi e leggeri, che utilizzano armi medie e leggere quali mitragliatrici medie o pesanti fino al calibro di una mitragliera, per il combattimento controcarri o per la difesa antiaerea. 

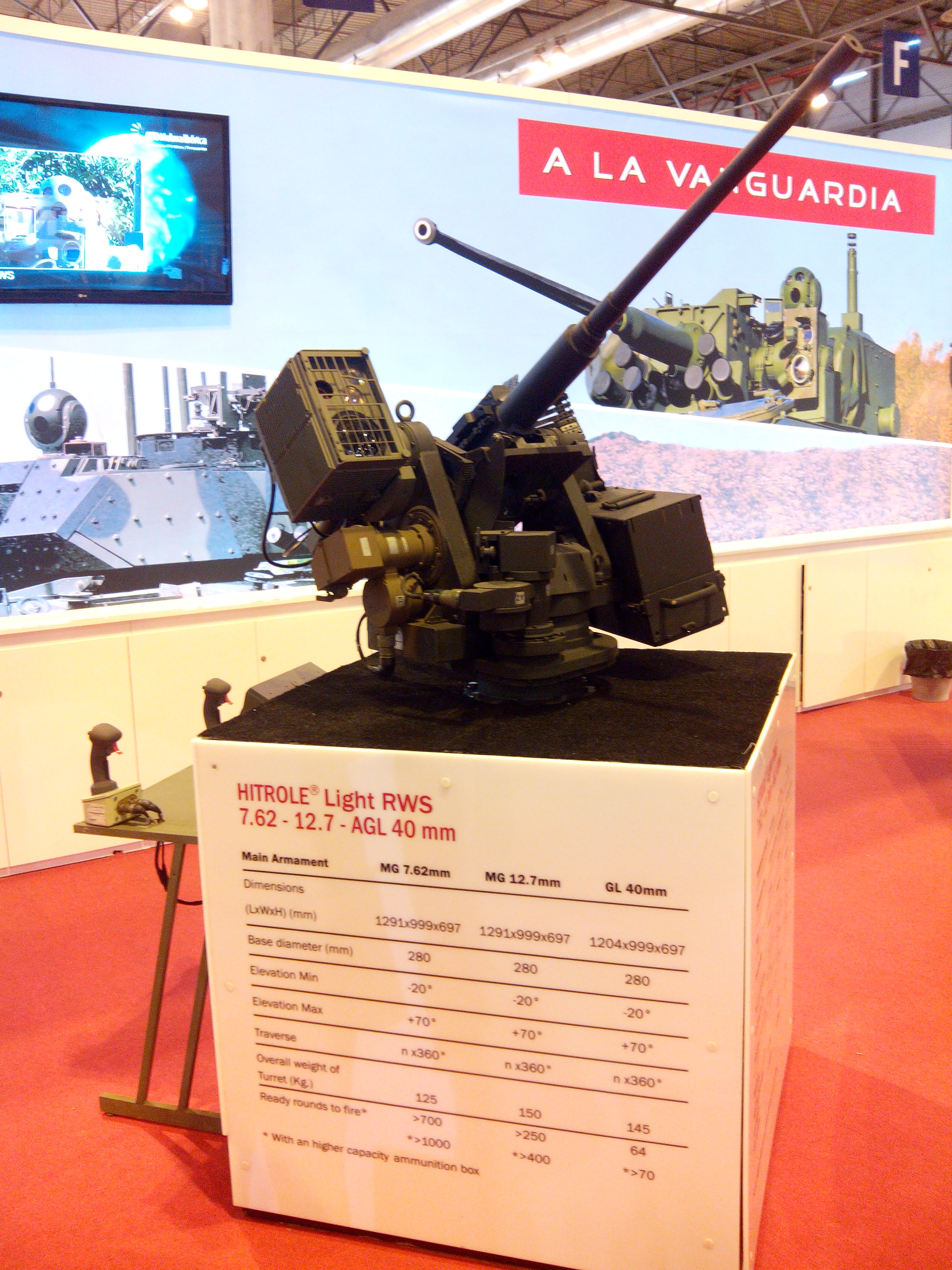
Sistema d'arma a controllo remoto Hitrole della Oto Melara

## Sviluppo
Lo sviluppo di questi sistemi d'arma è iniziato negli Stati Uniti dopo la guerra del Vietnam e attraverso l'esperienza acquisita durante il corso di quel conflitto, dove erano comuni gli agguati da parte della guerriglia, si è deciso che era importante cambiare il sistema di operare con le armi dei veicoli.
Da qui vennero due concetti:
- Il primo quello di migliorare la potenza del fuoco.
- Il secondo quello di rafforzare la protezione del mitragliere, permettendogli di utilizzare l'arma in modo più sicuro, aumentando così l'efficacia del combattimento.

I sistemi d'arma a controllo remoto sono la combinazione di queste due concetti, insieme al rapido miglioramento e alla miniaturizzazione dei componenti di questi sistemi, ha permesso ai sistemi d'arma a controllo remoto la rapida diffusione negli eserciti moderni.

## Funzionamento
Questi sistemi sono costituiti da due parti:
- La parte esterna: situata in cima alla piattaforma, è dove c'è l'arma e i sensori per rilevare e combattere il nemico.
- La parte interna: all'interno del veicolo o altrove c'è un controller o un joystick per controllare l'esterno e alcuni schermi dove vengono visualizzati tutti i dati rilevati dai sensori.

Queste due parti sono collegate da un tipo di comunicazione, normalmente cablato all'interno del veicolo consentendo all'operatore dell'arma di usarla dall'interno del veicolo, o da un altro luogo, in modo sicuro senza esporlo. Nei veicoli da combattimento della fanteria o nei veicoli trasporto truppe, tale sistema permette ai soldati addetti all'arma di stare al riparo all'interno del veicolo, come ad esempio nel sistema CROWS, installato sui veicoli blindati americani Humvee, il sistema SWARM della Thales o il sistema Hitrole dell'italiana Oto Melara del gruppo Leonardo-Finmeccanica usato dai blindati dell'Esercito Italiano, ma anche su alcuni tipi di pattugliatori in servizio nella Guardia di Finanza.